# David Sánchez Camacho
David Sánchez Camacho (sinh ngày 20 tháng 10 năm 1963) là một chính khách Mexico đến từ Thành phố Mexico.
Một thành viên của Đảng Cách mạng Dân chủ (PRD) Sánchez giữ chức đại biểu trong Phòng Đại biểu Mexico mà ông được bầu vào năm 2006. Trước đây ông là thành viên của Hội đồng Lập pháp của Quận Liên bang.
Sánchez là một trong số ít các chính khách đồng tính công khai ở México.